# I Wish You
I Wish You es una canción interpretada por la cantante cubana Gloria Estefan. Fue lanzada el 22 de diciembre de 2003 como tercer sencillo de su séptimo álbum de estudio Unwrapped. Fue escrita por Gloria Estefan en colaboración con John Falcone y Sebastián Krys y estuvo bajo la producción de Emilio Estefan.

## Información general
El sencillo no fue lanzado para fines comerciales, sólo se enviaron discos single promocional de las estaciones de radio en Estados Unidos, mientras que fue lanzado en formato CD single sólo en Europa.
Gloria dijo lo siguiente con respecto a la canción:

"I Wish You es un power-balada que dispara directamente al corazón, no tirando golpes. Decirle a alguien que los ama, y les deseo lo mejor, incluso cuando te han hecho daño, es a menudo más difícil que cuando no lo tiene. El concepto, subrayó maravillosamente, con una producción sublime, es una despedida nostálgica que logra empoderar a la persona que está siendo más perjudicados".
Gloria Estefan

## Formato y listado de las pistas
Estados Unidos  [Promocional] – Sencillo en CD – (ESK 58373)
1. Album Version – [3:52]

Europa  CD Sencillo (674610 1)
1. Album Version – [3:52]
2. Wrapped – (Pablo Flores Remix Full Mix) – [8:10]

Europa CD Sencillo (SAMPCS 13640 1)
 Reino Unido CD Sencillo (No Cat #)
1. Album Version – [3:52]

## Fecha de lanzamiento
| País           | Fecha                   |
| -------------- | ----------------------- |
| Estados Unidos | 22 de diciembre de 2002 |
| Europa         | 13 de marzo de 2004     |

## Listas
| Lista (2003/2004)                         | Posición alta |
| ----------------------------------------- | ------------- |
| Hungría (Rádiós Top 40)                   | 28            |
| Suiza (Singles Chart)                     | 64            |
| Estados Unidos (Adult Contemporary Chart) | 18            |

## Versiones oficiales

### Versiones originales
Album version — 3:52

### Remixes
DJ Joey Se' Revelation Anthem Radio Mix — 4:18
DJ Joey Se' Revelation Anthem Mix+
DJ Joey Se' Revelation Love Dub+
+The remixes for "I Wish You" were all commissioned to DJ Joey Se' but only the "Anthem Radio Mix" was released; it was issued on the EP Unwrapped: Remixes